# Meangos
Meangos (llamada oficialmente Santiago de Meangos) es una parroquia y una localidad española del municipio de Abegondo, en la provincia de La Coruña, Galicia.

## Organización territorial
La parroquia está formada por catorce entidades de población, constando siete de ellas en el nomenclátor del Instituto Nacional de Estadística español:

### Entidades de población
Entidades de población que forman parte de la parroquia:
- A Pereira
- As Corredoiras
- Axilda (A Axilda)
- Cimadevila (Cima de Vila)
- Couto
- Fixoy (Fixoi)
- Fontao
- Francés (O Francés)
- *Meangos*
- O Castro
- O Vieiro
- Penedo (O Penedo)
- Souto (O Souto)
- Vilar (O Vilar)

### Despoblado
Despoblado que forma parte de la parroquia:
- Gobia

## Demografía

### Parroquia
| Gráfica de evolución demográfica de Meangos (parroquia) entre 2000 y 2018 |
|                                                                           |
| Datos según el nomenclátor publicado por el INE.                          |

### Localidad
| Gráfica de evolución demográfica de Meangos (localidad) entre 1999 y 2018 |
|                                                                           |
| Datos según el nomenclátor publicado por el INE.                          |